# غلامحسین فرزامی
غلامحسین فرزامی (زادهٔ ۲۰ تیر ۱۳۲۴ – درگذشتهٔ ۱ اسفند ۱۴۰۳) بازیکن فوتبال اهل ایران بود. وی سابقهٔ بازی در باشگاه فوتبال تاج تهران را دارد.
وی سابقه ۸ بازی ملی و ۱ گل ملی در کارنامه دارد. وی همراه با تاج عنوان نایب قهرمانی مقدماتی مسابقات انتخابی جام باشگاهی آسیا شد.
در سال ۱۳۴۵ و در زمان مربیگری آقای بیاتی اولین بازی رسمی اش را در مقابل تهران جوان و در پست دفاع چپ انجام داد و تا سال ۵۱ که آخرین سال حضورش بود چندین بار مقام قهرمانی باشگاه‌های ایران را با این تیم کسب کرد.
در بازیهای آسیایی ۱۹۶۶ بانکوک همراه با تیم ملی ایران به مقام قهرمانی رسید. فرزامی در این مسابقات به شدت از ناحیهٔ کمر آسیب دید. همچنین در سال ۱۳۴۷ با تیم ملی قهرمانی جام ملتهای آسیا را در کارنامهٔ خود ثبت کرد.
وی همچنین اولین رئیس فدراسیون اسکواش ایران بعد از انقلاب بوده و حدود ده سال تصدی این سمت در اختیارش بوده است.